# 志度カントリークラブ

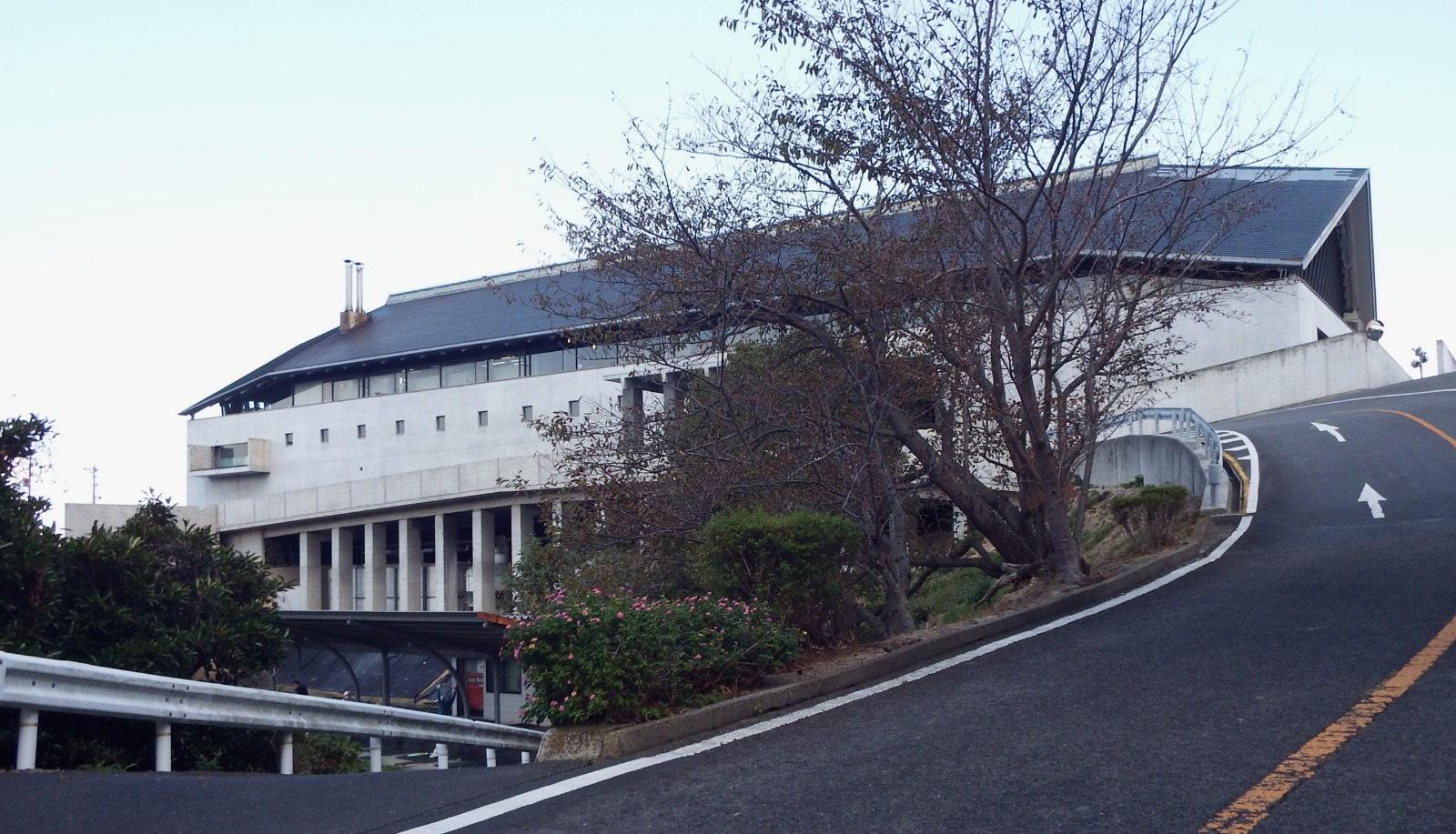
クラブハウス

志度カントリークラブ（しどカントリークラブ）は、香川県さぬき市にあるゴルフ場である。

## 概要
1955年（昭和30年）代、香川県さぬき市志度町では、四国電力株式会社と提携して工場誘致に動いていた。工場誘致にはゴルフ場建設はプラスに働くと、志度町、工場誘致委員会、ゴルフ場建設委員会の間で、ゴルフ場を工場誘致条例適用の事業として進めることで協定を結んだ。1962年（昭和37年）12月1日、新たなゴルフ場の建設に向けて経営母体「阿讃観光開発株式会社」（1980年（昭和55年）、「志度観光開発株式会社」に名称変更）を設立した。
ゴルフ場の建設用地は、志度町小田地区で、馬ケ鼻灯台のある小さな岬で海底火山が噴出した台地である。岩質地帯の上に極めて薄い表土の地質で、戦後、入植した開拓民もとても耕せる土地ではないと逃げ出した未開地だった。そんな用地でも建設発起人たちが拘ったは、数十万坪の用地に農地と民家が無かったからである。そして、広大な瀬戸内海の景観と屋島を正面に見る素晴らしいロケーションだからであった。
志度町と四国電力株式会社の強力なバックアップのもと、コース設計を「山岳コースを得意とする」佐藤儀一に依頼、佐藤は「何としても立派なコースを造ってみよう」と約束した。1962年（昭和37年）12月1日、コースの造成工事を着工したが、工事中、大雨続きで傾斜地の盛土が海に流れ出し、漁業補償問題が発生する波乱が起きたが、1963年（昭和38年）10月28日、東コース9ホール、が完成し、仮開場された。
1964年（昭和39年）5月3日、中コース9ホールが完成し、18ホールのゴルフ場が開場された。その後、1966年（昭和41年）5月3日、増設の西コース9ホールが完成し、27ホール規模のゴルフ場が完成した。
2018年（平成30年）6月14日、クラブハウスのレストランから瀬戸内海を望む景色が四国八十八景82番に選ばれる。
2013年〜、毎年夏頃ダイドードリンコ主催のプロアマ大会を開催している。

## 所在地
〒769-2103 香川県さぬき市小田231番地

## コース情報
- 開場日 - 1964年5月3日
- 設計者 - 佐藤 儀一
- 面積 - 1,300,00m2（約39.3万坪）
- コースタイプ - シーサイドコース
- コース - 27ホールズ、パー108、9,586ヤード、コースレート、東・中コース71.3、中・西コース71.7、西・東コース71.7
- フェアウェー - コウライ
- ラフ - ノシバ
- グリーン - 1グリーン、ベント
- ハザード - バンカー100、池が絡むホール1
- ラウンドスタイル - キャディ・セルフ選択可、乗用カート使用、最少2名
- 練習場 - 16打席250ヤード
- 休場日 - 2月中に1日〜2日のみ

## クラブ情報
- ハウス面積 - 5,000m2（1,562.5坪）
- ハウス設計 - 株式会社竹中工務店
- ハウス施工 - 株式会社竹中工務店[3][4]

## ギャラリー
- コース - 「志度カントリークラブ」、コースガイド、2021年5月2日閲覧
- ハウス - 「志度カントリークラブ」、施設案内、2021年5月2日閲覧

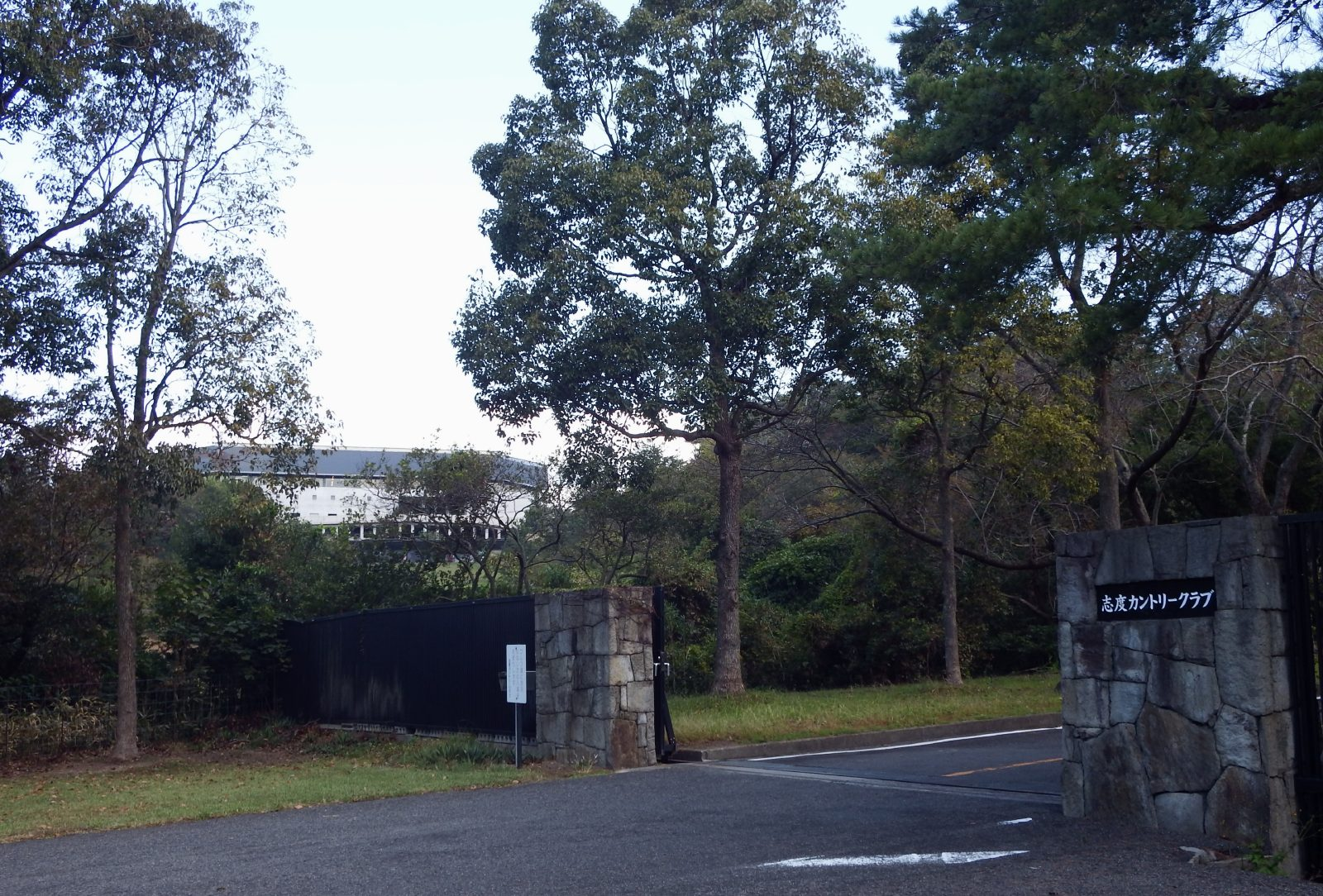
入口
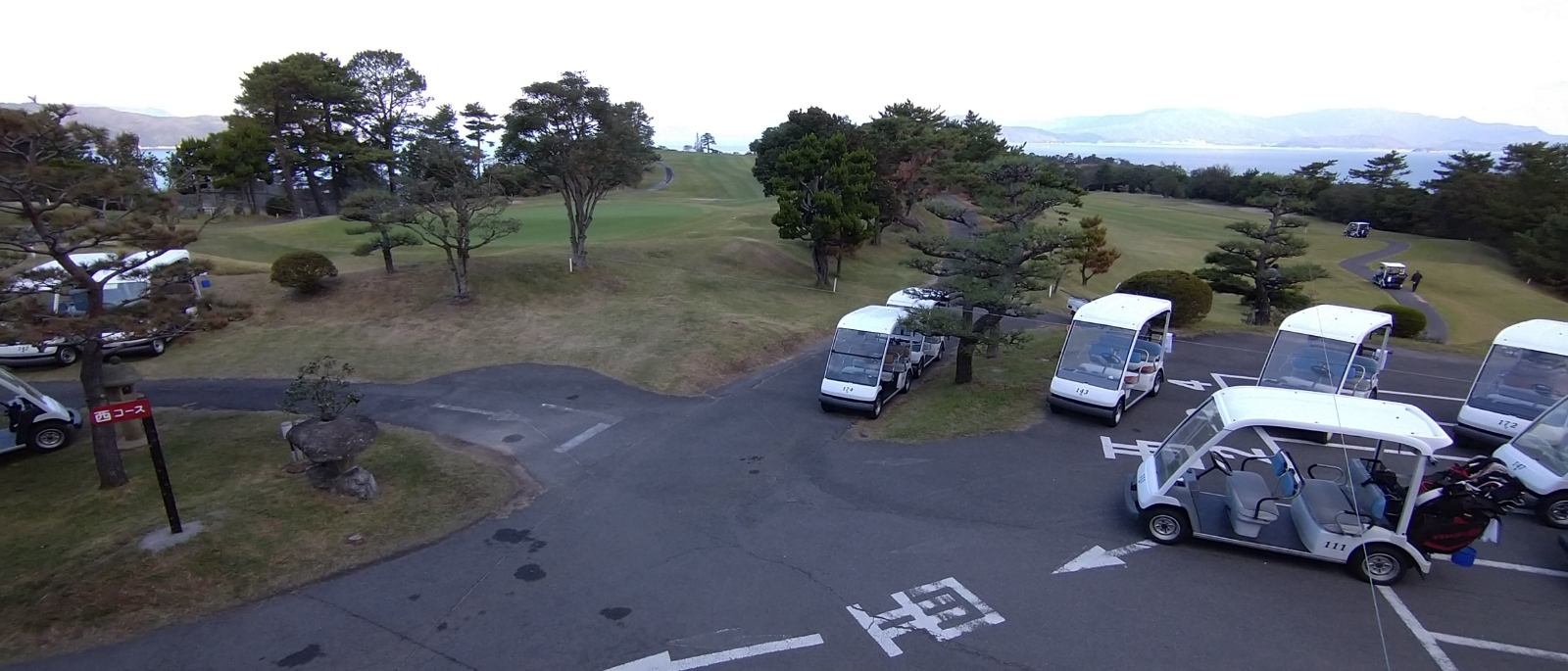
クラブハウスの前
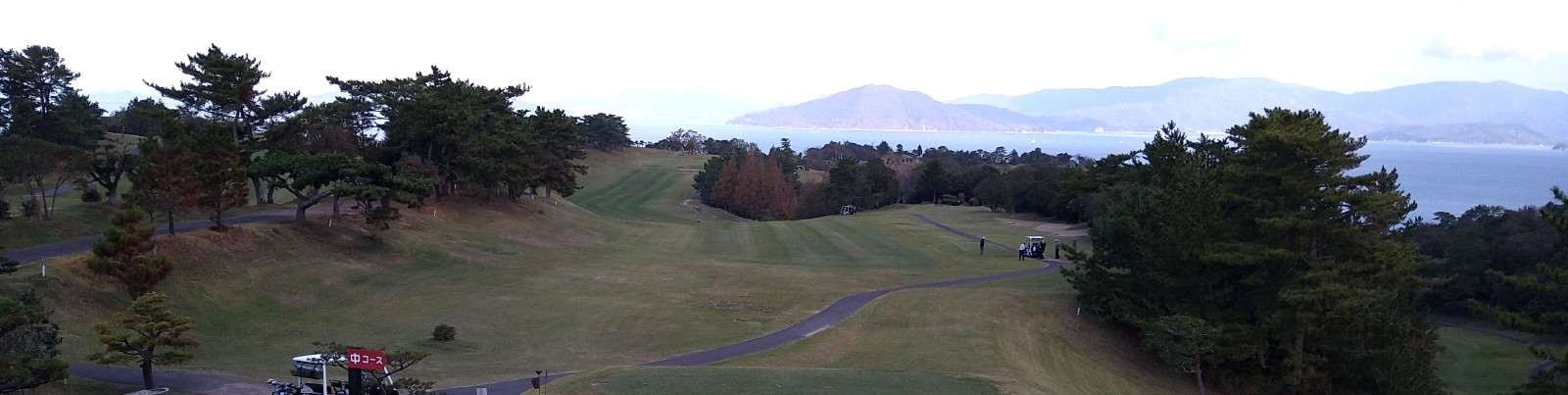
中コース
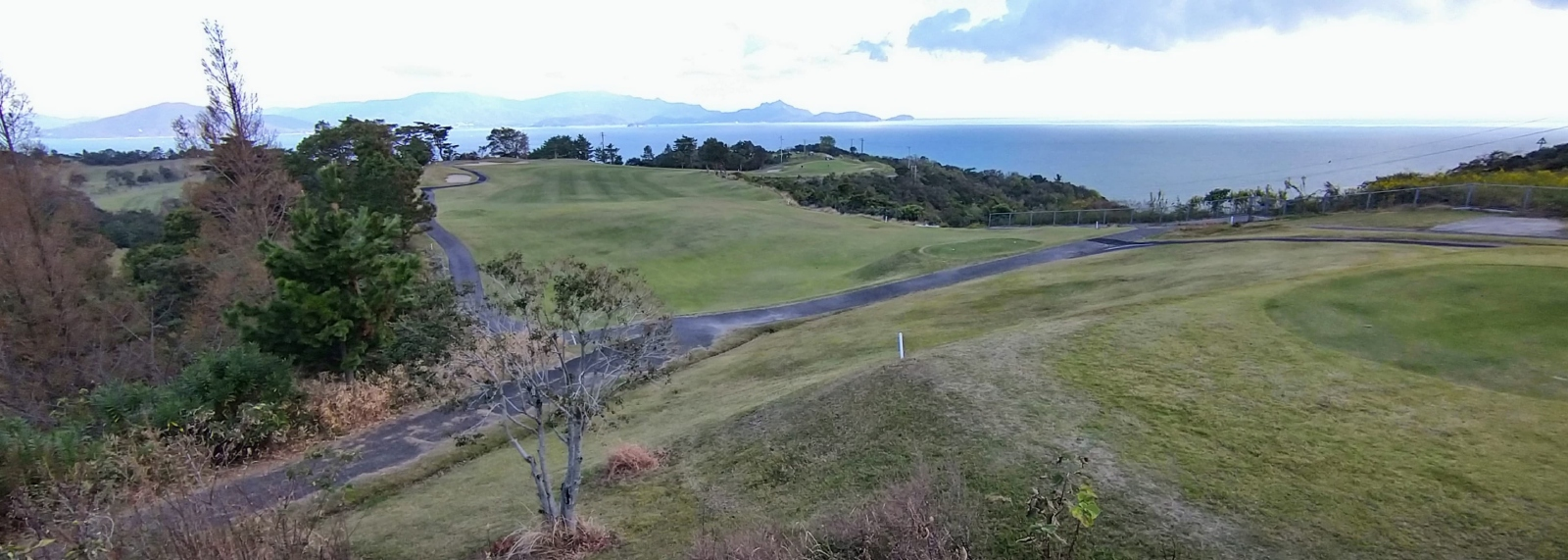
東コース
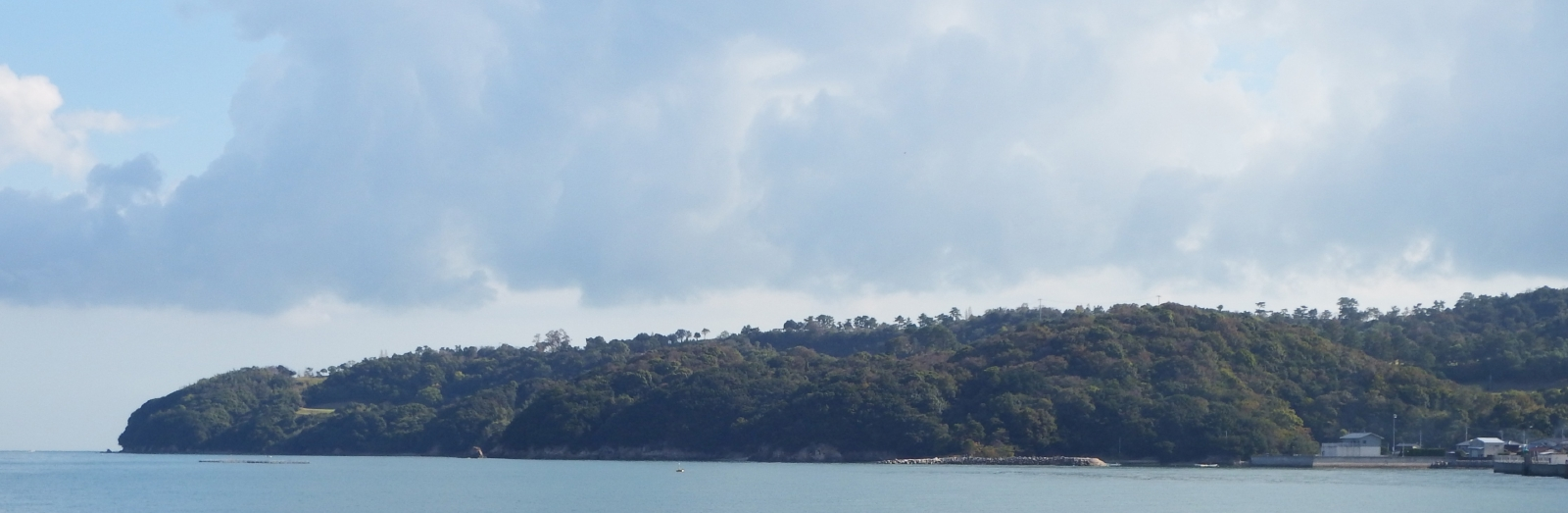
馬ヶ鼻の半島を西より

## 交通アクセス
- 鉄道 - JR四国（予讃線・高徳線） - 高松駅より タクシー利用約40分[5]
- 車 - 高松自動車道 - 志度ICより 約10分[5]

## 関連文献
- 『ゴルフ場ガイド 西版』、2006-2007、「志度カントリークラブ」、東京 ゴルフダイジェスト社、2006年5月、2021年5月2日閲覧
- 『美しい日本のゴルフコース BEAUTIFUL GOLF CULTURE IN JAPAN 日本のゴルフ110年記念 ゴルフは日本の新しい伝統文化である』、ゴルフダイジェスト社「美しい日本のゴルフコース」編纂委員会編、「耕作に適さないが瀬戸内海、小豆島を傍聴できる景観はコースには最適だった」、東京 ゴルフダイジェスト社、2013年12月、2021年5月2日閲覧